# Palaió Gynaikókastro
Palaió Gynaikókastro är en ort i Grekland.   Den ligger i prefekturen Nomós Kilkís och regionen Mellersta Makedonien, i den norra delen av landet, 300 km norr om huvudstaden Aten. Palaió Gynaikókastro ligger 84 meter över havet och antalet invånare är 421.
Terrängen runt Palaió Gynaikókastro är lite kuperad. Runt Palaió Gynaikókastro är det ganska glesbefolkat, med 42 invånare per kvadratkilometer. Närmaste större samhälle är Kilkis, 12,4 km öster om Palaió Gynaikókastro. Trakten runt Palaió Gynaikókastro består till största delen av jordbruksmark.